# Ratagnon jezik
Ratagnon jezik (ISO 639-3: btn; aradigi, datagnon, lactan, latagnun, latan), austronezijskli jezik centralnofilipinske skupine, kojim govori još svega dvije osobe (2000 S. Wurm) od 2 000 etničkih (1997 SIL) pripadnika plemena Ratagnon ili Datagnon na otoku Mindoro.
Postoje dva dijalekta: ratagnon i santa teresa. Pripadnici etničke grupe služe se filipinskim[fil].

## Vanjske poveznice
- Ethnologue (14th)
- Ethnologue (15th)